# Niccolò de' Lapi, ovvero i Palleschi e i Piagnoni
Niccolò de' Lapi, ovvero i Palleschi e i Piagnoni è un romanzo storico di Massimo d'Azeglio, pubblicato nel 1841. L'autore aveva iniziato la sua stesura già nel 1833.

## Contesto storico
Nel 1494, Carlo VIII era calato in armi in Italia per fare conquista del meridione. Presa anche Firenze, in città si scatenò l'ostilità per il suo arrendevole signore Piero de' Medici, che fu cacciato. Nella città fu proclamata la Repubblica: alla guida del suo governo assurse il famoso e intransigente domenicano frate Savonarola, che resse fino al 1498. 
Nel 1512 ripresero il potere i Medici. Nel 1526 scese in Italia un altro esercito, quello del Sacro Romano Imperatore Carlo V. Le sue armate, l'anno successivo, saccheggiarono la Roma di papa Clemente VII, uno della famiglia dei Medici. Papa e imperatore tosto fecero pace e il primo chiese al secondo di reinsediare la signoria Medìcea a Firenze. La coalizione imperiale - composta da lanzichenecchi, spagnoli e bande italiche varie - mosse verso la riottosa Firenze e vi pose l'assedio. Questa era la situazione in città negli ultimi mesi del 1529, quando vi ha inizio la narrazione.

## Trama
Il protagonista Niccolò de' Lapi è un popolano facoltoso mercante di seta. Ha ottantanove anni e appartiene alla fazione cittadina dei Piagnoni, nostalgici di Savonarola e così chiamati per il loro continuo lamentarsi. Essi sono contrapposti ai Palleschi, sostenitori di casa Medici e del ritorno di quella signoria: sono così chiamati per i sei cerchi presenti nello stemma Medìceo. La città è ulteriormente divisa in altre fazioni, in un'attesa piena di incertezza e tradimenti. 
Il romanzo è imperniato sulle vicissitudini personali e familiari del protagonista, fiducioso nella resistenza al nemico e nel mantenimento della libertà repubblicana. I personaggi appartengono tutti al filone romanzesco di cappa e spada, non senza apprezzabili caratterizzazioni. Tra tutti ricordiamo il fido Lamberto, la buona figlia Laudomia, l'indomita Selvaggia e il genuino Fanfulla da Lodi. In un cammeo, compare il valoroso capitano Ferruccio nella ben nota e infausta giornata di Gavinana. 
Prima della spedizione conclusa con la rotta di Gavinana, gli assediati avevano fatto delle sortite. In una di queste, operata da Porta San Friano alle spalle dei nemici, era già caduto un altro dal cognome illustre. Era uno dei figli di Niccolò Machiavelli, chiamato Lodovico.

### Lisa De' Lapi
Nel romanzo si narra che la figlia di Niccolò, Lisa dè Lapi, trovò rifugio nella grotta di Macereti, ove poi morì e fu sepolta dalla pietà popolare nel camposanto di San Marcello. Prima dell'ultima guerra una targa, messa dal fascismo e posta sopra l'ingresso della grotta, ricordava il fatto.

## Edizioni
- Massimo D'Azeglio, Niccolò de' Lapi, ovvero i Palleschi e i Piagnoni, Firenze, Adriano Salani, 1928.